# Wydartowo Pierwsze
Wydartowo Pierwsze – wieś w Polsce położona w województwie wielkopolskim, w powiecie rawickim, w gminie Bojanowo.
| SIMC    | Nazwa   | Rodzaj    |
| ------- | ------- | --------- |
| 0369231 | Kłapowo | część wsi |

W latach 1975–1998 wieś administracyjnie należała do województwa leszczyńskiego.
Wieś typowo rolnicza, położona wzdłuż jednej drogi, o długości około 2 km.
We wsi znajdował się sklep spożywczo-przemysłowy (obecnie zamknięty), świetlica wiejska. Mieszkańcy trudnią się głównie rolnictwem, część pracuje w okolicznych miejscowościach, we wsi znajduje się ferma kurza.
W okresie Wielkiego Księstwa Poznańskiego (1815-1848) miejscowość wzmiankowana jako kolonia Wydartowo należała do wsi większych w ówczesnym pruskim powiecie Kröben (krobskim) w rejencji poznańskiej. Wydartowo należało do okręgu bojanowskiego tego powiatu i stanowiło część majątku Gościejewice, którego właścicielem był wówczas Budziszewski. Według spisu urzędowego z 1837 roku wieś liczyła 128 mieszkańców, którzy zamieszkiwali 39 dymów (domostw).